# Evangélikus kereszténység
Az evangélikus kereszténység; más nevein lutheranizmus vagy evangélikus vallás egy keresztény felekezet; a protestantizmus egyik fő ága. A Luther Márton által indított reformáció során jött létre Németországban a 16. században. Követői az evangélikusok vagy lutheránusok, akik szervezetileg a különböző önálló evangélikus egyházak tagjai. Ezeket az egyházakat együttesen „az evangélikus egyház” vagy ágostai hitvallású evangélikus egyház névvel szokás jelölni. Az evangélikusok forrásmunkákban, anyakönyvekben, népszámlálási kimutatásokban alkalmazott rövidítései magyarul: ev., ág. ev., ág. h. ev., latinul: A.C. (az Augustana Confessio szóból).
A legtöbb magyar evangélikus a Magyarországi Evangélikus Egyházhoz és a Romániai Evangélikus-Lutheránus Egyházhoz tartozik. Az evangélikus egyházakat tömörítő szervezet a Lutheránus Világszövetség.

## Neve
Az evangélikus nevet a közösség Luther Márton mozgalmának reformációi célzatából: a Krisztus evangéliumának újra érvényesítéséért folyó küzdelemből kapta; de lutheránusnak vagy lutheri egyháznak is mondják.
A magyar evangélikus teológiai szakirodalomban nem elterjedt a „lutheranizmus” kifejezés, ez inkább anglicizmusnak tekinthető. Ha a felekezetről általában beszélnek többnyire úgy fogalmaznak, hogy „az evangélikus egyház tanítása szerint, hagyományai szerint”, stb.
Az „evangélikus vallás” a közhasználatban elterjedt kifejezés, de kissé pontatlan, mivel nem külön vallásról van szó, hanem csak a keresztény valláson belül a protestantizmushoz tartozó felekezetről, irányzatról.

## Története
A reformáció kezdete 1517. október 31-ére tehető, amikor Luther Márton kifüggesztette a híres 95 tételét a wittenbergi vár templomának kapujára, amelyben az akkori katolikus egyház tanításának és gyakorlatának hibáira hívta fel a figyelmet.
1517 és 1520 között Luther a katolikus egyház elleni kritikáit röpiratokban, a szószéken, valamint könyveiben terjesztette. Eszméit több teológus támogatta, így sok követőre talált a társadalom minden rétegéből. A parasztok népi hősnek tekintették, a lovagok felesküdtek a védelmére.
A földbirtokosok azért támogatták, mert nagyobb függetlenséget szerettek volna elérni a pápa politikájától a saját földjükön. Luthernek sikerült több nagyhatalmú ellenséget is szerezni a római pápa vagy V. Károly német-római császár és támogatói személyében. 
Luther célja nem az egyházszakadás volt, hanem a katolikus egyház megreformálása. Az események azonban mégis az egyházszakadáshoz vezettek.
A lutheri reformáció gyorsan elterjedt Európában.
Luther 1546-ban bekövetkezett halála olyan űrt hagyott maga után, amelyet Philipp Melanchthon nem tudott betölteni. Egyházpolitikai álláspontja ellentmondásos volt. A schmalkaldeni háborúban katonailag vereséget szenvedett protestánsokra 1547 óta nagy politikai nyomás nehezedett. Sokan hitték, hogy a világ végső időket éli és a pápai egyházat a gonosz erőjének tekintették. Elkezdődött egy átalakulási folyamat; a lutheranizmus evangélikus ortodoxiává  vált. Ez 1580-ban a Konkordia könyvének (evangélikus hitvallás) kiadásával kezdődött és a felvilágosodás korában, kb. 1730-ban ért véget.
Mint jámbor vallási mozgalom a 17. században a pietizmus jelentkezett. Kiemelkedő képviselőjének Philipp Jacob Spenert (1635–1705) tartják.
A 18. század eleje óta olyan teológusok, mint J. F. Buddeus (1667-1729) és S. J. Baumgarten (1706-1757) megpróbálták integrálni a pietizmus és a felvilágosodás eszméit a lutheránus teológiába. (Példa erre az integrációs törekvésre a tübingeni J. W. Jäger által 1702-ben írt Compendium theologiae positivae, amely az evangélikus tanításokat elmélkedésekkel ötvözte.)

### Magyarország
Az 1520-as évektől a magyar korona földjein is elterjedt a lutheranizmus. Főleg a német nyelvterületeken, így az erdélyi szászok körében, a Pentapolitana szabad királyi városaiban, a szepesi hegyi városokban és a kárpáti németek más településein, de a Királysághoz tartozó Burgenlandban is. 
A magyar országgyűlés 1523-ban és 1525-ben „lutheranus omnes comburantur” határozatot hozott. 1523-ban az 54. cikk kimondta: Minden evangélikus és védője nyilvános eretnek, és vagyonvesztéssel kell büntetni. 1525-ben pedig megszigorították: minden evangélikust meg kell égetni.
E törvények következményeként ismerünk áldozatokat is, például Libetbányán, valamint egy ferences szerzetest, aki Luther szellemében prédikált Pozsonyban.
Az 1526-os mohácsi csata után Magyarország gyakorlatilag három részre szakadt. A törökök által megszállt területen a hódítók kevés figyelmet fordítottak a nép hitére, kevesen tértek át az iszlámra, a keresztény papság pedig meglehetősen szabadon gyakorolhatta vallását. A magyar nemesség áttérése központi jelentőségű volt a reformáció számára, mert iskolákat építettek, támogatták és védték a reformáció prédikátorait. Abban az időben, amikor egyik királynak sem volt valódi hatalma, ezen urak kegyei döntő fontosságúak voltak.
Wittenbergben tanult magyar teológusok, mint pl. Dévai Mátyás, Sylvester János, Sztárai Mihály és Huszár Gál terjesztették a reformáció tanításait.
Az Erdélyi Fejedelemségben kiterjedt vallásszabadság volt (még az 1568-as tordai ediktum után is), és az Oszmán Birodalom irányítása alatt álló Közép-Magyarországon is népszerűvé váltak a protestantizmus reformjai. Itt azonban a gyülekezetek jelentős része az 1560-as években áttért a kálvini hitre, akik az 1567-es debreceni zsinat után megalakították a magyarországi református egyházat.
A Habsburgok aztán minden eszközzel támogatták az ellenreformációt és anyagi kiváltságban részesítették a katolikus egyházat. A jezsuiták és más szerzetesrendek tagjai járták az országot és arra törekedtek hogy a földesurakat újra katolikusokká tegyék és ezzel szabad kezet kapjanak a jobbágyfalvakban is. A tömeges újrakatolizálás után a protestánsok száma jelentősen csökkent.
Az 1681-es soproni országgyűlésen korlátozott mértékben engedélyezték a protestáns vallásgyakorlást (megyénként két artikuláris helyen, de azokon kívül sehol). Az ellenreformáció erőszakossága Mária Terézia uralkodása (1740-1780) idején érte el a a csúcspontját: ekkor már csak “titkos protestantizmus” létezett.
A 18. század végén II. József király türelmi rendelete aztán a katolikus valláson kívül szabad vallásgyakorlást biztosított más bizonyos felekezeteknek is, így az evangélikus egyháznak is. A rendelet engedélyezte, hogy az ágostai és a helvét hitvallásúak ott, ahol száz család van, és anyagilag megtehetik, imaházat (oratóriumot), iskolát, lelkészi és tanítói lakást építhessenek. A rendelet alapján épült imaházak legtöbbjéhez később tornyot is emeltek.  
II. Lipót király 1791-es vallásügyi törvénye megerősítette a türelmi rendeletet és az ország minden rendű és rangú lakosának biztosította a szabad és nyilvános vallásgyakorlatot. Visszaállította az evangélikus és református egyház teljes önkormányzatát, megszüntette a a római katolikus püspöki és esperesi joghatóságot a protestáns lelkészek felett; biztosította iskolaalapítási jogukat és kimondta, hogy a protestánsok közhivatalt is viselhetnek.

## Hitelvei
Az evangélikus egyházak tanításának a legfőbb és feltétlen forrása és mértéke a Szentírás. De másodlagos tekintélynek számítanak a hitvallási iratok is. Közülük a legelfogadottabb óegyházi hitvallások (az apostoli hitvallás, a nikaia–konstantinápolyi hitvallás és az athanaszioszi hitvallás) és a reformáció korának evangélikus hitvallási iratai (a legelterjedtebb az Ágostai hitvallás és Luther Márton kis kátéja, de a legelfogadottabb gyűjtemény az 1580-ban összeállított ún. Konkordia Könyv.)
Az evangélikus felfogás legjellegzetesebb sajátossága a kegyelemről szóló tanítás. A legtöbb keresztény felekezethez hasonlóan vallják, hogy Isten Jézus Krisztus kereszthalála miatt kegyelmes az emberekhez. Ugyanakkor a megváltásban ennek a kegyelemnek talán mindenki másnál inkább kizárólagos szerepet tulajdonítanak. Az ember nem a jó tettei, erkölcsei miatt, még csak nem is hite miatt üdvözül, hanem egyedül Isten kegyelme miatt. Az ember ezért semmit nem tehet, de felismerheti, ragaszkodhat hozzá – ez a hit – és ebből a felismerésből fakad aztán az erkölcsi cselekvés. Sőt, Luther számára maga a hit, amivel megragadjuk ezt a kegyelmet, az is Isten ajándéka, nem az ember „hozza létre” magában.

## Evangélikusok a világban
2020 táján világszerte mintegy 73-74 millió evangélikus él.
Kontinensenként:
| Kontinens                    | Evangélikus     |
| ---------------------------- | --------------- |
| Európa                       | 33 733 300      |
| Afrika                       | 24 135 470      |
| Ázsia                        | 11 376 400      |
| Észak-Amerika                | 3 672 860       |
| Dél-Amerika & a Karib-térség | 768 600         |
| Összesen:                    | kb. 73,7 millió |

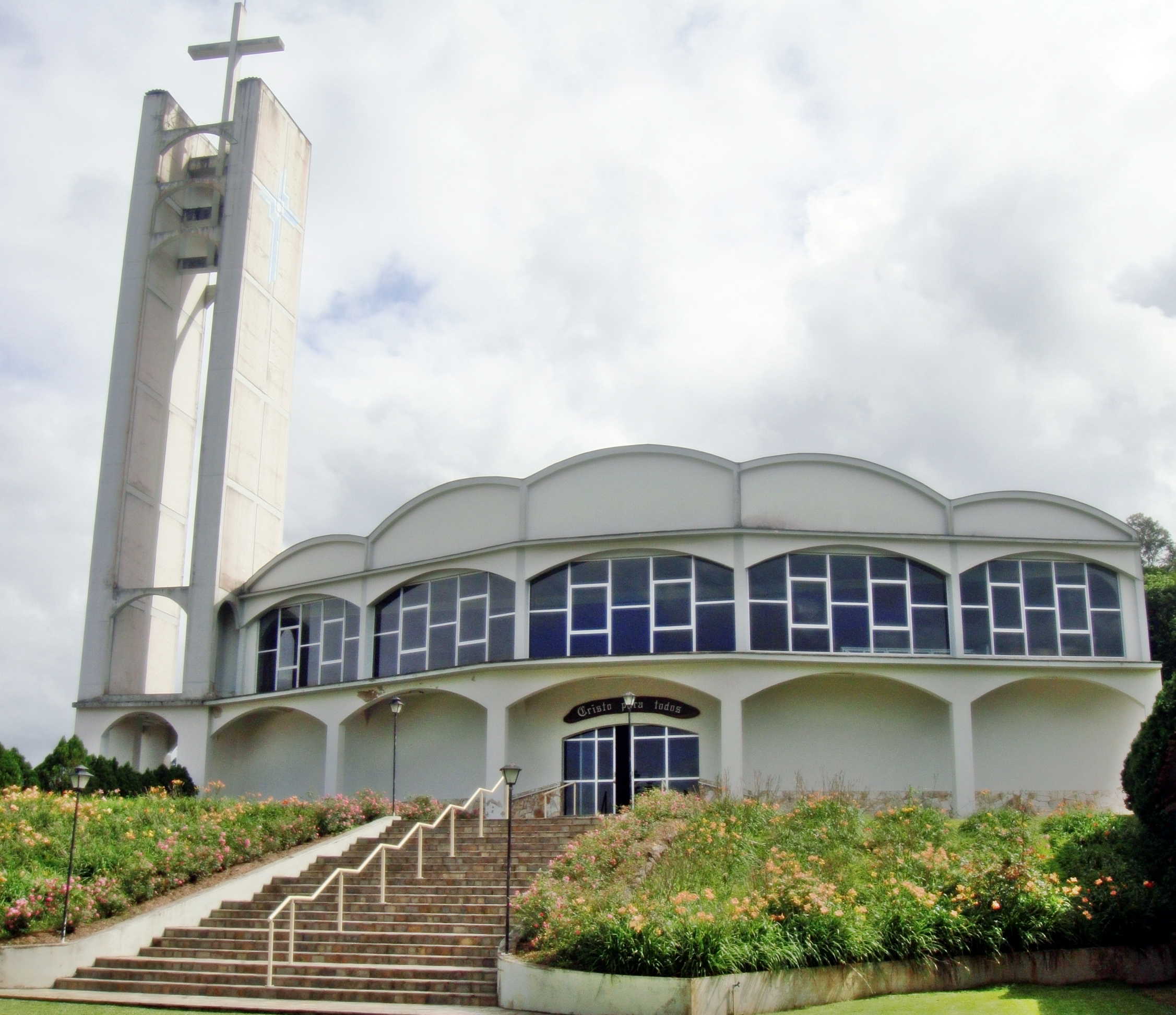
Modern evangélikus templom Brazíliában, Schroeder, Santa Catarina

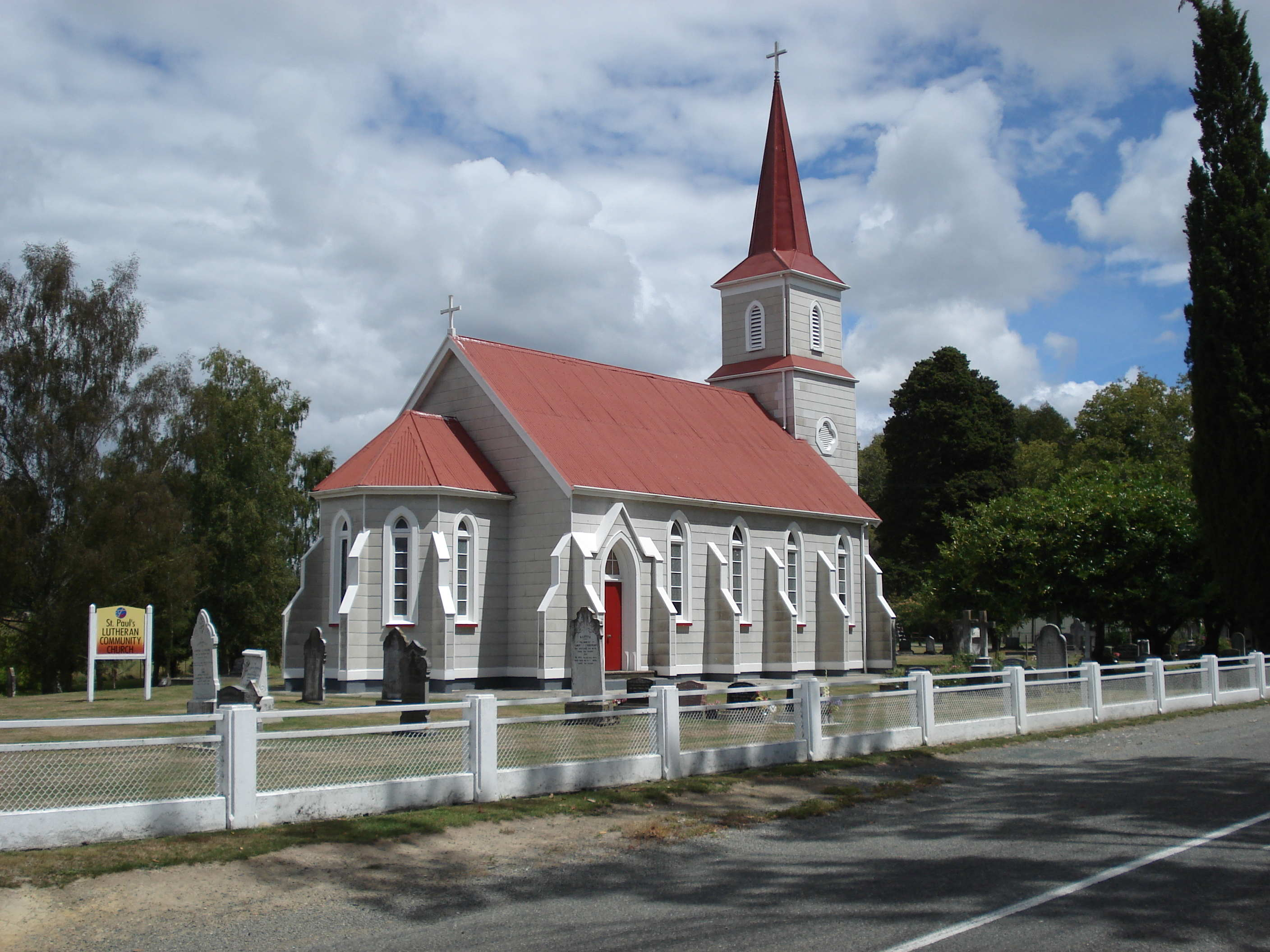
Evangélikus templom Új-Zélandon, Upper Moutere

Országonként, a legnagyobb létszámmal:
| Ország          | Evangélikusok |
| --------------- | ------------- |
| Németország     | 11,440,694    |
| Etiópia         | 7,886,595     |
| Tanzánia        | 6,531,336     |
| Svédország      | 6,116,480     |
| Indonézia       | 5,552,491     |
| Dánia           | 4,361,518     |
| India           | 4,081,787     |
| Madagaszkár     | 4,000,000     |
| Finnország      | 3,950,000     |
| Norvégia        | 3,762,500     |
| USA             | 3,563,842     |
| Nigéria         | 2,321,000     |
| Hollandia       | 1,849,202     |
| Pápua Új-Guinea | 1,349,869     |
| Namíbia         | 1,238,695     |

Európában a felsorolt államokon kívül a következő országokban élnek még legalább százezres lélekszámú evangélikus közösségek (az egyháztagok létszáma szerint csökkenő sorrendben): Szlovákia, Ausztria, Franciaország, Lettország, Izland, Magyarország, Egyesült Királyság, Észtország, Csehország.
      - Több mint 10 millió
      - Több mint 5 millió
      - Több mint 1 millió
      - Több mint 500 ezer
      - Több mint 100 ezer

## Evangélikus egyházak

### Észak-Európa
- Dán Népegyház
- Feröeri Népegyház
- Norvég Egyház
- Svéd Egyház

### Kárpát-medence
- Magyarországi Evangélikus Egyház
- Ágostai Hitvallású Evangélikus Keresztyén Egyház Szerbiában-Vajdaságban („magyar egyház”, központja Szabadka)
- Romániai Ágostai Hitvallású Evangélikus Egyház („szász egyház”, központja Nagyszeben)
- Romániai Evangélikus-Lutheránus Egyház („magyar egyház”, központja Kolozsvár)